# Sam Meech
Sam Meech (ur. 4 kwietnia 1991) – nowozelandzki żeglarz sportowy, brązowy medalista olimpijski z Rio de Janeiro.
Zawody w 2016 były jego pierwszymi igrzyskami olimpijskimi. W Brazylii zajął trzecie miejsce w klasie Laser. Jego siostra Molly także jest żeglarką i medalistką olimpijską z Rio de Janeiro.